# 一芦舎
一芦舎（いちろしゃ）は、埼玉県さいたま市にある出版社、研究所。
考古学・民俗学の視点から基層文化と生活文化の研究を行い、民家や民具などの有形民俗資料の記録保存活動、生活文化の聞き取り調査をすすめ、研究成果を刊行している。

## 沿革
- 1986年設立。
- 研究員の名久井芳枝が宮古市北上山地民俗資料館（旧：川井村北上山地民俗資料館）の名誉館長に就任。
- 主任研究員の名久井文明が葛巻町小田民俗資料館の名誉館長に就任。

## 所在地
- さいたま市見沼区南中丸290-15。

## 主な出版物
- 名久井芳枝『増補改訂版　実測図のすすめ ―「もの」から学術資料へ―』
- 名久井文明、名久井芳枝『山と生きる─内間木安蔵家の暮らし』
- 名久井文明『九十歳岩泉市太郎翁の技術』
- 名久井芳枝編著『若者たちと民具─モノは彼らに何を語ったか』
- 名久井芳枝『実測図のすすめ ─モノから学術資料へ』